# Stazione di Palo Laziale
La stazione di Palo Laziale è una fermata ferroviaria senza traffico posta lungo la linea Livorno-Roma "Tirrenica". Serviva la località di Palo Laziale, frazione del comune di Ladispoli.

## Storia
La stazione venne attivata il 18 giugno 1891 con l'arrivo del tratto di linea Tirrenica da Maccarese, divenendo passante sette giorni dopo quando la linea arrivò a Santa Severa. Nel luglio 1888 divenne sede di diramazione della nuova linea per Ladispoli, realizzata con l'obiettivo della valorizzazione turistica della zona.
La linea per Ladispoli venne soppressa il 26 settembre 1938, poco prima dell'attivazione della trazione elettrica sulla linea Livorno-Roma, attivata il successivo 12 novembre. Il 10 marzo 1943 con l'attivazione della stazione di Ladispoli-Cerveteri la stazione venne rinominata da "Palo-Cerveteri" a "Palo Laziale".
In seguito l'impianto venne trasformato in fermata impresenziata.

## Strutture e impianti
La fermata conta due binari di corsa, uno per direzione, serviti da due banchine laterali collegate da un sovrappassaggio. Il fabbricato viaggiatori, posto a sud della linea ferroviaria, è un edificio di medie dimensioni, con tre piani fuori terra, affiancato da altri corpi minori.
In passato, stante l'importanza dell'impianto ai fini dell'esercizio, erano presenti un terzo binario di precedenza, un fascio merci di sei binari a fianco del fabbricato viaggiatori, e uno scalo merci con magazzino e piano caricatore sul lato opposto.

## Movimento
Nonostante sia formalmente attiva, la fermata dall'estate del 1996 non è servita da alcun treno, e non è riportata sull'orario ufficiale di Trenitalia.